# 小行星7875
小行星7875（英語：7875）是一颗围绕太阳公转的小行星。1991年3月7日，上田清二、金田宏在钏路市发现了此天体。
这颗小行星的绝对星等为264.417382971941等。